# Левків (Тульчинський район)
Левкі́в — село в Україні, у Крижопільській селищній громаді Тульчинського району Вінницької області. У межах селищної громади належить до Соколівського старостинського округу. До 2020 року входило до складу Крижопільського району Вінницької області та підпорядковувалося Соколівській сільській раді. За даними на 2025 рік, населення села становило 461 житель.
Станом на XIX — початок XX століття Левків входив до Ольгопільського повіту Подільської губернії Російської імперії та перебував у власності родини Бжозовських. В Українській РСР Левків було включено до Крижопільського району, спочатку в складі Тульчинської округи (1923—1930), згодом — Вінницької області (з 1932 року). Під час Другої світової війни Левків входив до румунської зони окупації з тимчасовою румунською цивільною управою — губернаторства Трансністрія (1941—1944).

## Географія
Село Левків знаходиться за 20 кілометрів від адміністративного центру територіальної громади, селища Крижопіль, і займає площу 1,89 км² (189 га). Через село протікає річка Крощина, права притока Берладинки (ліва притока Дохни, басейн Південного Бугу).
За описом 1901 року, село Левків було розташоване в неглибокій долині, вздовж невеликої річки, яка утворювала два невеликі ставки. Кліматичні умови місцевості характеризувалися як сприятливі для здоров'я. Ґрунти — чорноземні.
За даними на 1905 рік, Левків знаходився за 42 версти від повітового міста Ольгопіль і за 12 верст від волосного правління в Чоботарці (нині Заболотне); найближча поштова, земська та залізнична станція були за 15 верст у Крижополі.

## Назва
Назва Левків, імовірно, належить до присвійних назв та походить від демінутива імені Левко.

## Адміністративна належність
У результаті адміністративно-територіальної реформи в Україні у 2020 році село Левків увійшло до Крижопільської селищної громади в складі Тульчинського району Вінницької області. У 2021 році Левків також увійшов до Соколівського старостинського округу з центром у селі Соколівка, створеного в межах Крижопільської селищної громади.

### Історичні дані
- У Російській імперії станом на 1884—1885 роки село Левків належало до Тернавської волості Ольгопільського повіту Подільської губернії[10][11], станом на 1893—1917 роки — до Чоботарської волості Ольгопільського повіту[6][12][13].
- 7 (20) листопада 1917 року, відповідно до Третього Універсалу Української Центральної Ради, увійшло до складу Української Народної Республіки[14].
- В Українській СРР Левків увійшов до Крижопільського району[13], створеного в 1923 році при встановленні нового адміністративно-територіального поділу Поділля. Крижопільський район з 1923 до 1930 року входив до Тульчинської округи[15], у червні 1930 року був приєднаний до Вінницької округи[16], у вересні переведений у пряме підпорядкування Української СРР[17] та з 1932 року включений до складу новоствореної Вінницької області[18].
- Під час румунської окупації (1941—1944) Левків (Levcove) у складі Крижопільського району (Raionul Crijopol) був включений до Жугастрівського повіту (Județul Jugastru) губернаторства Трансністрія[19], що знаходилося під тимчасовою румунською цивільною управою.
- Станом на 1946 рік та в подальший період до 2020 року Левків залишався в складі Крижопільського району Вінницької області — спочатку в межах Української РСР, з 1991 року — незалежної України. Станом на 1946 рік Левків був центром Левківської сільської ради[20], станом на 1972 рік — підпорядковувався Соколівській сільській раді[21][22].

## Історія
- Бжозовські

- Зенон Ізидор Бжозовський (станом на 1861 рік)
- Кароль Бжозовський (станом на 1898—1905 роки)

### У складі Російської імперії
За переказом, на місці, де нині розташоване село Левків, колись були хутори М'ястківські й Рашківські. Близько 1820 року вихідці з Левкова та сусідніх Соколівки й Чоботарки були серед перших поселенців села Крижовлин (Крижолин) у Балтському повіті (нині Подільський район Одеської області). У 1858 році в Левкові було освячено нову цегляну церкву на честь Покрови Пресвятої Богородиці, збудовану на заміну старій дерев'яній церкві на кошти поміщика Бжозовського за участю парафіян.
Станом на 1861 рік Левків входив до складу соколовецького (соколівського) маєтку, власником якого був Зенон Ізидор Бжозовський (1806—1887). Окрім Левкова та Соколівки, до маєтку також належали села Тернівка, Крикливець, Попелюхи, Чоботарка та присілок Ілієве Поле. У квітні 1861 року селяни цих сіл відмовилися виконувати панщину та інші повинності, передбачені селянською реформою («Положенням» від 19 лютого). Виступ був придушений введеними військами (силами 1-го батальйону Мінського і 3-го батальйону Єлецького піхотних полків).
У 1870 році в 16 верстах від Левкова було відкрито залізничну станцію Крижопіль, через яку розпочався рух поїздів на новозбудованій дільниці Жмеринка — Бірзула Києво-Балтської залізниці. За даними на 1884 рік, Левків був у спадковому володінні Кароля Бржозовського. У селі було 1100 десятин селянської землі та 464 десятини панської (двірської). За даними на 1885 рік, у селі було 2 питні будинки.
За даними на 1898 рік, власником села залишався Кароль (Карл Зенонович) Бжозовський, який проживав у селі Соколівка, але особисто вів господарство. Усього в маєтку було 289 десятин землі, з них: садибної — 5 десятин, орної — 275 десятин, вигонної — 3 ½ десятини, незручної — 6 десятин. Станом на 1901 рік місцеві селяни переважно займалися землеробством. Додатковим засобом заробітку для селян була праця на розташованому неподалік цукровому заводі. У селі діяла церковнопарафіяльна школа.
У 1902 році одинадцять селянських родин із Левкова, загалом 45 осіб, клопотали про дозвіл на переселення до Акмолінської області Степового генерал-губернаторства (нині Казахстан). Селянські родини були матеріально забезпечені: на кожну родину припадало майна на суму понад 500 карбованців. Через затримку з офіційним дозволом двоє родин самовільно виїхали до Акмолінської області, тоді як інші дев'ять змінили плани й вирішили придбати землю в Бєльцькому повіті Бессарабської губернії (нині Молдова).

### Визвольні змагання
Див. також: Крижопіль § Визвольні змагання, Бої за Вапнярку (1919), Бої за станцію Крижопіль (1920)
У 1919—1920 роках на території залізничної станції Крижопіль (за 15 верст від Левкова) та на навколишніх землях відбувалися бойові дії між союзницькими військами УНР і Галицької армії та військами РСЧА і ЗСПР.

### Перший радянський період
У березні 1930 року повідомлялося про селянське хвилювання (волинку) у селі Левків, що проходило під гаслом «Геть радянську владу» або «Геть сільради, давайте старосту»; у листі Тульчинського окружного комітету партії до ЦК КП(б)У стверджувалося, що селяни Левкова провели вибори старости й писаря (старостою обрали «підкулачника»), а загін із цукроварні, висланий у село, не був допущений до села під тиском селянства.
Під час проведеного радянською владою Голодомору 1932—1933 років померло щонайменше 40 жителів села. За спогадами, померлих ховали в спільних могилах; селяни їли листя, коріння, печені й мерзлі буряки, жом, мелясу, а також виїжджали в пошуках хліба до Казахстану й Західної України.

### Друга світова війна
Під час Другої світової війни, з 29 липня 1941 року, Левків був окупований румунськими військами (гірським корпусом 3-ї румунської армії) та згодом включений в губернаторство Трансністрія, що знаходилося під тимчасовою румунською цивільною управою. 14 березня 1944 року Левків був зайнятий радянськими військами (303-ю стрілецькою дивізією 73-го стрілецького корпусу 52-ї армії 2-го Українського фронту).

## Церква
За описом 1901 року, у селі Левків до 1855 року існував дерев'яний трикупольний храм із окремою дзвіницею; коли він був споруджений — невідомо. У 1855 році храм було закрито через ветхий стан, після чого парафіяни, поки будувався новий храм, протягом трьох років відвідували богослужіння в сусідньому селі Соколівка.
Після завершення будівництва нового храму стару церкву було розібрано, матеріали передано в приватні руки, а дзвіницю викупили селяни з села Куниче. Престольне місце старого храму увійшло до садиби священника, воно було закладене цеглою і на ньому було встановлено кам'яний хрест. Частину ікон зі старого храму викупили парафіяни, кращі з них було залишено при новому храмі.
У 1858 році був освячений новий цегляний однокупольний храм на честь Покрови Пресвятої Богородиці, збудований разом із дзвіницею на кошти поміщика Бжозовського за участю парафіян. За даними на 1901 рік, церковної землі було 58 десятин 1568 сажнів, з яких 3 десятини 52 сажні — садибної та 22 десятини 315 сажнів — сіножатей. Приміщення для причту було побудоване 1885 року. Церковнопарафіяльна школа розміщувалася у власному будинку, збудованому 1867 року.

## Економіка
Станом на 2025 рік у Левкові було зареєстровано ТОВ «Господарство „Левково“», що спеціалізувалося на вирощуванні зернових культур, а також 2 фермерських господарства і 1 магазин.

## Транспорт
Через Левків проходить автомобільна дорога загального користування місцевого значення О02-20-03 Савинці — Вільшанка — Велика Кісниця.

## Соціальна сфера

### Освіта
Станом на 2021 рік у Левкові діяв навчально-виховний комплекс «Загальноосвітній навчальний заклад I—II ступенів — дошкільний навчальний заклад», де навчалося 36 учнів та працювало 15 осіб персоналу. У 2021 році Крижопільська селищна рада ухвалила рішення про закриття школи з переведенням учнів до опорної школи в Крижополі.

### Медицина
Станом на 2021 рік у Левкові діяв фельдшерсько-акушерський пункт, що входив до структури Соколівської амбулаторії загальної практики—сімейної медицини в складі Крижопільського центру первинної медико-санітарної допомоги.

## Населення

### Чисельність
- За даними на 1884 рік, у Левкові було 125 дворів і 1136 жителів[10].
- За даними на 1885 рік, у Левкові було 140 дворів і 1237 жителів[11].
- За даними на 1893 рік, у Левкові було 270 дворів і 1413 жителів[12].
- За переписом 1897 року в Левкові було 1629 жителів[36].
- За даними на 1901 рік, у Левкові було 1564 жителі[5].
- За даними на 1905 рік, у Левкові було 314 дворів і 1576 жителів[6].
- За даними на 1925 рік, у Левкові було 388 господарств і 1466 жителів[13].
- За переписом 1989 року постійне населення Левкова становило 872 жителі. Наявне населення становило 851 житель[37].
- За переписом 2001 року постійне населення Левкова становило 756 жителів. Наявне населення становило 753 жителі[38][39].
- За даними на 1 січня 2023 року, населення Левкова становило 518 жителів[3].
- За даними на 1 січня 2024 року, населення Левкова становило 462 жителі[40].
- За даними на 1 січня 2025 року, населення Левкова становило 461 житель[41].

| Рік     | 1884 | 1885 | 1893 | 1897 | 1901 | 1905 | 1925 | 1989 | 2001 | 2023 | 2024 | 2025 |
| ------- | ---- | ---- | ---- | ---- | ---- | ---- | ---- | ---- | ---- | ---- | ---- | ---- |
| Жителів | 1136 | 1237 | 1413 | 1629 | 1564 | 1576 | 1466 | 872  | 756  | 518  | 462  | 461  |
| Дворів  | 125  | 140  | 270  | —    | —    | 314  | 388  | —    | —    | —    | —    | —    |

### За статтю
- За переписом 1897 року в Левкові серед 1629 жителів були 801 чоловік (49,17 %) та 828 жінок (50,83 %)[36].
- За переписом 1989 року в Левкові серед 872 жителів постійного населення було 366 чоловіків (41,97 %) та 506 жінок (58,03 %). Серед 851 жителя наявного населення було 355 чоловіків (41,72 %) та 496 жінок (58,28 %)[37].
- За даними на 2024 рік, у Левкові серед 462 жителів було зареєстровано 177 чоловіків (38,31 %), 228 жінок (49,35 %) та 56 дітей до 18 років (12,12 %)[40].
- За даними на 2025 рік, у Левкові серед 461 жителя було зареєстровано 180 чоловіків (39,05 %), 227 жінок (49,24 %) та 54 дитини до 18 років (11,71 %)[42].

### За мовою
- За переписом 2001 року в Левкові серед 756 жителів постійного населення 752 людини (99,47 %) вказали рідною мовою українську, 4 людини (0,53 %) — російську[38][43].

| Мова       | Кількість | Відсоток |
| ---------- | --------- | -------- |
| українська | 752       | 99,47 %  |
| російська  | 4         | 0,53 %   |
| Усього     | 756       | 100 %    |

### За релігією
- За переписом 1897 року в Левкові серед 1629 жителів було 1600 православних (98,22 %)[36].

## Відомі люди
- Танцюра Володимир Іванович (нар. 1954) — майстер народної дерев'яної скульптури, різьбяр художньої різьби по дереву. Народився в Левкові[44].
- Денисюк Василь Іванович (1973—2022) — український військовик, учасник російсько-української війни, старший солдат 61-ї окремої резервної бригади. Народився в Левкові, проживав у селі Флорине Бершадського району. Загинув 22 серпня 2022 року поблизу села Андріївки Херсонської області внаслідок поранення, отриманого під час ракетного обстрілу[45].